# بين فيركلوغ
بين فيركلوغ (بالإنجليزية: Ben Fairclough)‏ هو لاعب كرة قدم بريطاني، ولد في 18 أبريل 1989 في نوتنغهام في المملكة المتحدة. لعب مع نادي بوسطن يونايتد ونوتس كاونتي ونوتينغهام فورست.

## وصلات خارجية
- بين فيركلوغ على موقع قاعدة بيانات كرة القدم.إي يو (الإنجليزية)
- بين فيركلوغ على موقع Soccerbase.com (لاعب) (الإنجليزية)